# Esomus danricus
Esomus danricus è un pesce d'acqua dolce e salmastra appartenente alla famiglia Cyprinidae.

## Distribuzione e habitat
Questa specie è diffusa in Asia, dall'Afghanistan al Myanmar. Predilige acque molto calme di stagni, fossati e canali.

## Descrizione
Presenta un corpo snello e sottile, piuttosto allungato, poco compresso ai fianchi. Le pinne sono piccole e trapezoidali, la dorsale e l'anale sono molto arretrate, opposte e simmetriche, vicine alla pinna caudale. Dalla bocca partono due finissimi barbigli, lunghi oltre la metà del corpo. La livrea vede un corpo giallastro e riflessi metallici azzurri, mentre il ventre è bianco argenteo. Dall'opercolo branchiale partono due linee orizzontali: una sottile color oro, l'altra più spessa, nera, che arrivano fino alla radice della coda. Le pinne sono giallastre. 

Raggiunge una lunghezza massima di 13 cm.

## Riproduzione
Sono pesci ovipari. Non effettuano cure parentali.

## Predatori
È preda abituale di Channa punctata.

## Alimentazione
E. danricus si nutre di zooplancton.

## Pesca
Viene pescato per l'alimentazione umana.